# Ackerly, Texas
Ackerly là một thành phố thuộc quận Dawson, tiểu bang Texas, Hoa Kỳ. Năm 2010, dân số của xã này là 220 người.

## Dân số
- Dân số năm 2000: 245 người.
- Dân số năm 2010: 220 người.